# Burmés
El gato Burmés es una raza de gato (Felis Catus) doméstico proveniente de Birmania, se divide en dos grupos: el gato Burmés Americano y el gato Burmes inglés o Europeo.

## Historia
Esta raza de gatos fue creada en el año 1930 por el Dr. G. Thompson que mediante la selección de los cruces adecuados obtuvo una raza de Burmes puro.

## Descripción
Su cuello es corto, con muy poco pelo, su cabeza es redonda, tiene orejas medianas y ojos brillantes. Originalmente, los gatos burmes eran exclusivamente marrones pero los años de crianza selectiva han producido una gran variedad de colores. Diferentes asociaciones tienen reglas diferentes sobre cuál de estos cuentan como Burmes. Los gatos burmesson conocidos por ser sociables y amigables con los seres humanos, así como muy inteligentes. También son muy vocales, y llaman a menudo a sus cuidadores.

## Variedades
Como resultado de estos programas de cría por separado, los burmes ingleses son diferentes de los americanos. El inglés tiende a ser más oriental, con un rostro más triangular, mientras que el burmes americano es rechoncho y redondeado en el cuerpo, cabeza, ojos y pies; con mejillas llenas y con un hocico corto.